# Active Directory
Active Directory este o implementare a serviciilor de directoare LDAP, folosită de Microsoft în cadrul sistemelor de operare Windows. Astfel, "Active Directory" pune la dispoziția administratorilor un mediu flexibil cu efect global pentru: asignarea permisiunilor, instalarea programelor, înnoirea securității. Toate aceste operațiuni pot fi aplicate atât la rețele mici, cât și la rețele complexe.

## Obiecte
Active Directory (AD) - este o ierarhie de câteva obiecte, unde obiectele se împart în trei categorii: resurse (ex: imprimantă), servicii (ex: poșta electronică), resurse umane (ex: utilizatori, grupe de utilizatori).
Scopul tehnologiei "Active Directory" este de a pune la dispoziție informații despre aceste obiecte, organizarea obiectelor, controlul accesului, setarea securității..
Fiecare obiect indiferent de categorie reprezintă o entitate și atributele ei, unde 'entitate' poate fi - "Utilizator", "Calculator", "Imprimantă", "Aplicație" sau "Resursă partajată". Mai mult decât atât, un obiect poate să conțină și alte obiecte. Atributele obiectului (structura de bază a obiectului în sine) sunt definite de o "schemă", care la rândul ei definește și tipul obiectelor care pot fi stocate ca subobiecte în obiectul dat.
Totul pare complicat, însă în realitate e mai simplu decât pare. Aceste reguli au fost inventate numai cu scopul ca să poată cumva să reflecte situațiile întâlnite de noi în fiecare zi. Pentru a le înțelege, e mai bine să ne imaginăm o situație care trebuie cumva reflectată în lumea IT, și printr-o metodă de pseudo-inducție vom ajunge exact la ceea ce a fost expus mai sus.
O "schemă" e compusă din două tipuri de obiecte (sau meta-datele schemei): "clasa" și "atributele". Aceste metadate există cu scopul de a extinde sau modifica schema. Din motiv ce metadatele schemei sunt parte din obiectul pe care-l descriu (parte din obiectul la care a fost aplicată schemă), odată ce am modificat schema, efectele se răspândesc pe toate obiectele din Active Directory la care a fost aplicată schema dată - prin această caracteristică "Active Directory" este foarte puternic, dar și foarte periculos - o modificare nechibzuită poate duce la efecte nedorite de nivel global (cum ar fi: scăderi din salariu de nivel esențial, imposibilitatea îndeplinirii lucrului oamenilor care sunt dependenți de efectele modificării). O schemă creată poate fi numai deactivată, nu și ștearsă - deoarece crearea sau modificarea unei scheme este bazată pe motive serioase.